# Drosophila yooni
Drosophila yooni är en tvåvingeart som beskrevs av Elmo Hardy 1977. Drosophila yooni ingår i släktet Drosophila och familjen daggflugor.
Artens utbredningsområde är Hawaii.